# BRDC International Trophy 1964
BRDC International Trophy 1964 je bila peta neprvenstvena dirka Formule 1 v sezoni 1964. Odvijala se je 2. maja 1964 na dirkališču Silverstone Circuit.

## Dirka
| Poz | Dirkač                  | Konstruktor    | Čas/Odstop.        | Št. mesto |
| --- | ----------------------- | -------------- | ------------------ | --------- |
| 1   | Jack Brabham            | Brabham-Climax | 1.22:45.2          | 2         |
| 2   | Graham Hill             | BRM            | + 0.0 s            | 3         |
| 3   | Peter Arundell          | Lotus-Climax   | + 1:29.0 s         | 6         |
| 4   | Phil Hill               | Cooper-Climax  | 51 krogov          | 9         |
| 5   | Chris Amon              | Lotus-BRM      | 51 krogov          | 12        |
| 6   | Mike Hailwood           | Lotus-BRM      | 51 krogov          | 11        |
| 7   | Tony Maggs              | BRM            | 51 krogov          | 13        |
| 8   | Giancarlo Baghetti      | BRM            | 49 krogov          | 16        |
| 9   | Peter Revson            | Lotus-BRM      | 49 krogov          | 15        |
| 10  | John Taylor             | Cooper-Ford    | 49 krogov          | 14        |
| 11  | Jo Siffert              | Lotus-BRM      | 49 krogov          | 21        |
| 12  | Innes Ireland           | BRP-BRM        | Trčenje (47. kr)   | 8         |
| 13  | Carel Godin de Beaufort | Porsche        | 47 krogov          | 22        |
| 14  | Jean-Claude Rudaz       | Cooper-Climax  | 47 krogov          | 20        |
| 15  | Bruce McLaren           | Cooper-Climax  | Obnašanje (40. kr) | 5         |
| 16  | Jo Bonnier              | Cooper-Climax  | 39 krogov          | 17        |
| Ods | Dan Gurney              | Brabham-Climax | Zavore             | 1         |
| Ods | Ian Raby                | Brabham-BRM    | Bat                | 19        |
| Ods | John Surtees            | Ferrari        | Črpalka za gorivo  | 7         |
| Ods | Trevor Taylor           | BRP-BRM        | Pritisk goriva     | 10        |
| Ods | Bob Anderson            | Brabham-Climax | Sklopka            | 18        |
| Ods | Jim Clark               | Lotus-Climax   | Motor              | 4         |
| WD  | Richie Ginther          | BRM            | Brez dirkalnika    | -         |
| WD  | Lorenzo Bandini         | Ferrari        |                    | -         |